# Lágrimas negras (àlbum)
Lágrimas negras és un àlbum de 2003 del pianista, director d'orquestra, compositor i arranjador cubà Bebo Valdés i el cantant de flamenc espanyol Diego el Cigala. "Lágrimas negras" és una fusió de ritmes cubans i veus flamenques, produïda pel compositor, productor i guitarrista espanyol Javier Limón, i l'editor de llibres, guionista, director de cinema i productor espanyol Fernando Trueba. Va ser editat per Calle 54 Records i BMG Music Spain.

## Antecedents
Durant la seva carrera, Bebo Valdés (nascut Ramón Emilio Valdés Amaro, el 9 d'octubre de 1918), un dels fundadors del jazz llatí i pioner a portar ritmes sagrats afrocubans a la música dance popular, va guanyar set premis Grammy: dos per "El arte del sabor" (2002), un per "Lágrimas negras", i dos per "Bebo de Cuba" el 2006 (een les categories de "Millor Àlbum Tropical Tradicional" i "Millor Àlbum de Jazz Llatí").
La seva última producció musical va ser gravada amb el seu fill: "Bebo y Chucho Valdés: Juntos para siempre" (2008), guanyador del Premi Grammy al Millor Àlbum de Jazz Llatí en el 52è Grammy Awards en 2010; també guanyaren el Grammy Llatí de 2009 en el mateix camp.
Valdés va passar els seus últims anys en Màlaga, Espanya, abans de tornar a la seva casa a Estocolm unes setmanes abans de la seva mort. Havia estat sofrint la malaltia d'Alzheimer, a Estocolm (Suècia) el 22 de març de 2013.

## Llista de cançons
| Núm. | Títol                                        | Composició                          | Durada |
| ---- | -------------------------------------------- | ----------------------------------- | ------ |
| 1.   | «Inolvidable»                                | Julio Gutiérrez                     | 6:57   |
| 2.   | «Veinte años»                                | María Teresa Vera                   | 6:25   |
| 3.   | «Lágrimas negras»                            | Miguel Matamoros                    | 6:53   |
| 4.   | «Nieblas de riachuelo»                       | Enrique Cadícamo                    | 5:11   |
| 5.   | «Corazón loco»                               | Richard Dannenberg                  | 4:20   |
| 6.   | «Se me olvidó que te olvidé»                 | Lolita de la Colina                 | 6:01   |
| 7.   | «Vete de mí»                                 | Homero Expósito Virgilio Expósito   | 6:15   |
| 8.   | «La bien pagá»                               | Ramón Perelló                       | 6:01   |
| 9.   | «Eu sei que vou te amar / Coraçao vagabundo» | Vinicius de Moraes / Caetano Veloso | 6:01   |

## Personal
- Bebo Valdés — piano
- Diego el Cigala — vocals
- Diego el Cigala & Caetano Veloso — vocals [Tema 9]

### Músics convidats
- Javier Colina — baix [Temes: 1, 2, 3, 5, 6, 8, & 9]
- Javier Colina — contrabaix [Tema 4]
- Rickard Valdés — calaix [Tema 1]
- Israel Porrina "Piraña" — calaix [Temes 2, 3, 5, 6 & 8]
- Paquito D'Rivera — saxòfon alt [Tema 3]
- Tata Güines — conga [Tema 3]
- Pancho Terry — shekere [Tema 3]
- Changuito — timbals [Tema 3]
- Federico Britos — violí [Tema 4]
- "Niño Josele" (Juan José Heredia) — guitarra [Tema 5]
- Milton Cardona, Pedrito Martínez, Orlando "Puntilla" Ríos — cors [Tema 8]

### Producció i disseny
Coordinador [Coordinació de producció a Nova York]: Derek Kwan, Todd Barkan

Productor executiu: Fernando Trueba, Nat Chediak

Masteritzat per: Alan Silverman

Fotografia per: Guillermo Rodríguez

Fotografia per [Making Of]: Carlos Carcass

Productor: Fernando Trueba, Javier Limón

Gravat per [Adicional a Avatar Studios, Nova York]: Jim Anderson

Gravat per [Adicional a Criteria - The Hit Factory, Miami]: Eric Schilling

Gravat per [Adicional a Musiquina, Madrid]: Javier Limón

Gravat per [Assistent], Mezclado per [Assistent]: Guillaume Cora

Gravat i mesclat per Pepe Loeches